# Capnia khubsugulica
Capnia khubsugulica är en bäcksländeart som beskrevs av Zhiltzova och Varykhanova 1987. Capnia khubsugulica ingår i släktet Capnia och familjen småbäcksländor. Inga underarter finns listade i Catalogue of Life.